# Norbert W. Paul
Norbert W. Paul (* 29. April 1964 in Solingen) ist ein deutscher Medizinethiker. Seit 2004 ist er Professor für Geschichte, Theorie und Ethik der Medizin und Direktor des gleichnamigen Instituts an der Universitätsmedizin Mainz.

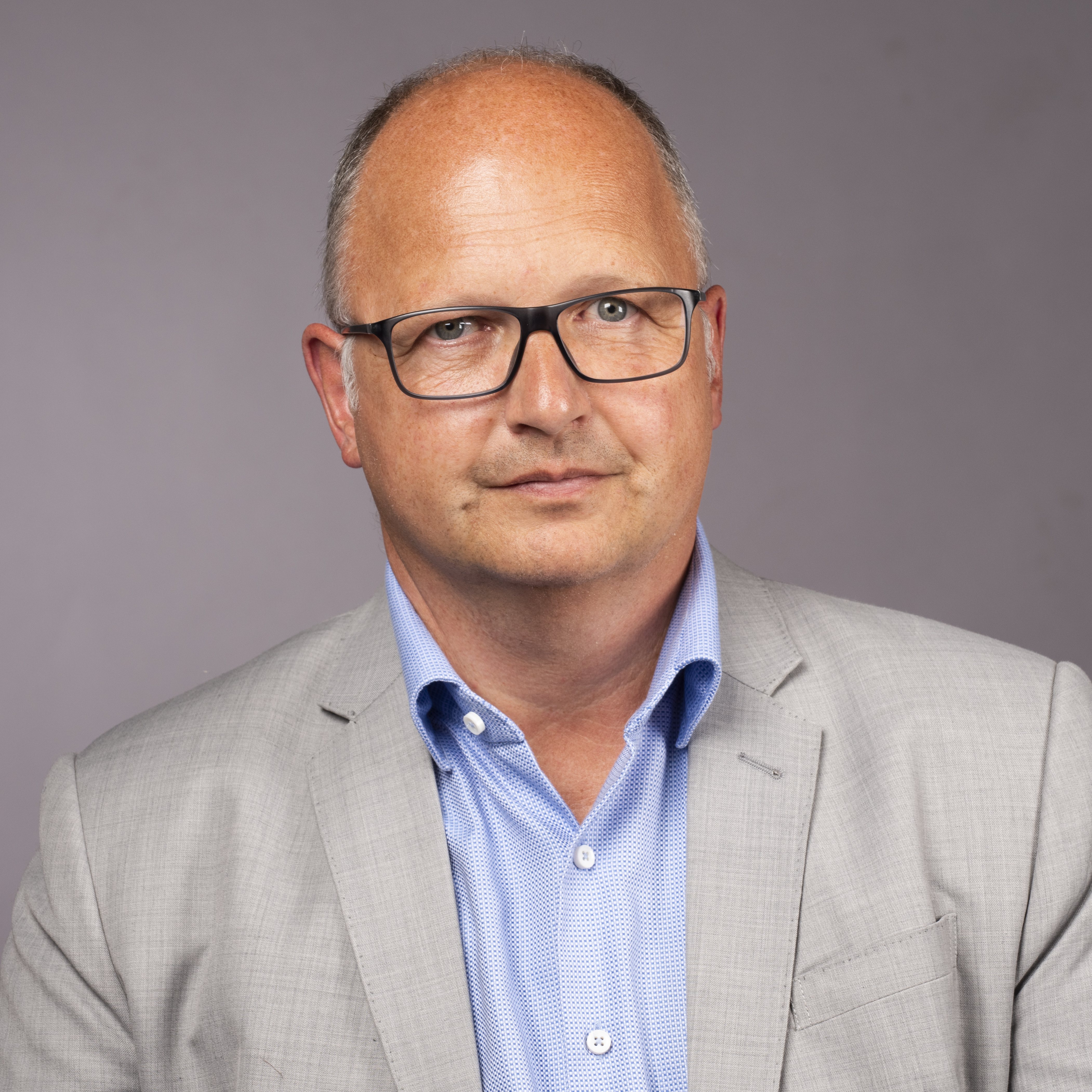
Norbert W. Paul, 2021

## Leben
Norbert Paul studierte Geschichte, Philosophie, Deutsche Philologie und Medizin in Münster und Düsseldorf. 1991 schloss er das geisteswissenschaftliche Studium in den Fächern Neuere Geschichte, Philosophie (Theoretische Medizin) und Deutsche Philologie mit dem Magister Artium ab. 1995 wurde er an der Medizinischen Fakultät der Universität Münster zum Dr. rer. medic. promoviert. 2003 erfolgte seine Habilitation für das Fach Geschichte, Ethik und Theorie der Medizin an der Medizinischen Fakultät der Heinrich-Heine-Universität Düsseldorf. Neben einer Reihe anderer Auslandsaufenthalte war er in den Jahren 1999 und 2000 Feodor Lynen-Stipendiat der Alexander von Humboldt-Stiftung an der Stanford University, Stanford Center for Biomedical Ethics. Seit dem Sommersemester 2004 ist Paul Universitäts-Professor für Geschichte, Theorie und Ethik der Medizin im Fachbereich Medizin der Johannes Gutenberg-Universität Mainz und Direktor des Instituts. Im Dezember 2004 wurde er in die Bioethik-Kommission des Landes Rheinland-Pfalz berufen. Seit 2008 ist er der gesamtverantwortliche Leiter des Weiterbildenden Masterstudiengangs Medizinethik der Universitätsmedizin Mainz. 2010 folgte die Aufnahme in die Akademie der Wissenschaften und der Literatur Mainz als korrespondierendes Mitglied. Seit April 2014 ist er Sprecher des DFG-Graduiertenkollegs 2015/2, "Life Sciences – Life Writing: Grenzerfahrungen menschlichen Lebens zwischen biomedizinsicher Erklärung und lebensweltlicher Erfahrung". Paul hat seit Oktober 2020 den Vorsitz des Ethikbeirats des Ministeriums für Wissenschaft und Gesundheit des Landes Rheinland-Pfalz inne. 2024 wurde er zum Vorsitzenden des Klinik- und Pflegeausschusses der Universitätsmedizin Mainz ernannt. Durch die Akademie für Ethik in der Medizin ist er auf der höchsten Qualifikationsstufe (Kompetenzstufe 3) zum Ausbilder für Trainer für Ethikberatung im Gesundheitswesen zertifiziert. Paul ist Mitglied zahlreicher Fachgesellschaften und nimmt Gutachtertätigkeiten u. a. für den European Research Council, die Deutsche Forschungsgemeinschaft, die Alexander von Humboldt-Stiftung, die Studienstiftung des Deutschen Volkes und zahlreiche internationale Fachjournale im Peer-Review-Verfahren wahr.

## Forschungsschwerpunkte
Im Zentrum seiner Forschungstätigkeit stehen die historischen, ethischen und gesellschaftlichen Dimensionen der Molekularen Medizin und klinischen Forschung. Einen Schwerpunkt bildet die Analyse innovativer Ansätze der personalisierten Medizin einschließlich datengetreuer und KI-basierter Verfahren, dabei insbesondere Aspekte von Prädiktion, Prävention, Partizipation und Präzisionsmedizin. Darüber hinaus gehört eine theoretische Grundlegung der klinischen Ethik als Praxis zu seinen Forschungsgebieten. 

## Veröffentlichungen
Auswahl aus über 170 Publikationen:
- mit H. Mahdiani und N. Münch: A QALY is [still] a QALY is [still] a QALY?: Evaluating proportional shortfall as the answer to the problem of equity in healthcare allocations. In: BMC Medical Ethics. Band 25, Nr. 1, 2024. doi.org/10.1186/s12910-024-01036-w.
- mit N. Münch und H. Mahdiani: Zur (De-)Differenzierung von Prädiktion und Prävention: Begriffliche und ethische Überlegungen. In: Zeitschrift für medizinische Ethik. Band 69, Nr. 3, 2023, S. 333–355.
- mit H. Mahdiani: Ethical challenges in clinical studies with adaptive design in oncology. In: Clinical Ethics. Band 18, Nr. 2, 2023, S. 148–154. doi.org/10.1177/14777509221133974.
- mit N. F. Wagner und M. Banerjee: Who’s next? Shifting balances between medical AI, physicians and patients in shaping the future of medicine. In: Bioethics. Band 36, Nr. 2, 2023, S. 111–112. doi.org//10.1111/bioe.13000.
- mit N. Münch und N. F. Wagner: Mapping the Other Side of Agency. In: AJOB Neuroscience. Band 12, Nr. 2–3, 2021, S. 198–200. doi.org/10.1080/21507740.2021.1904049.
- mit N. Münch, H. Mahdiani und K. Lieb: Resilience beyond reductionism: ethical and social dimensions of an emerging concept in the neurosciences. In: Medicine Health Care Philosophy. Band 24, Nr. 1, 2021, 55–63. doi.org/10.1007/s11019-020-09981-0.
- mit O. Muensterer: Über die Problematik der klinischen Entscheidungsfindung aufgrund von Fallbeschreibungen – ethische Implikationen am Beispiel eines Falls von Carmi Syndrom (Aspects associated with clinical decision-making based on case reports—ethical implications based on the example of a patient with Carmi syndrome). In: Ethik in der Medizin. Band 32, 2020, S. 369–384. doi.org/10.1007/s00481-020-00591-1.
- mit O. Muensterer und E. Gianicolo: Rationing and triage of scarce, lifesaving therapy in the context of the COVID-19 pandemic: a cross-sectional, social media-driven, scenario-based online query of societal attitudes. In: International Journal of Surgery: Global Health. Band 4, Nr. 1, 2020, S. e47. doi.org/10.1097/GH9.0000000000000047.
- mit T. Hainz: What Can We Do for You? The Role of Ethics Experts in Neuroscience. In: AJOB Neuroscience. Band 8, Nr. 1, 2017, S. 15–17. doi.org/10.1080/21507740.2017.1285826.
- Überbringen schlechter Nachrichten in der Pädiatrie: Das Gewicht der Worte. In: Monatsschrift Kinderheilkunde. Band 164, Nr. 7, 2016, S. 583–590. doi.org/10.1007/s00112-016-0106-y.
- Auswirkungen der Molekularen Medizin auf Gesundheit und Gesellschaft. Gutachten. Hrsg. von der Stabsabteilung der Friedrich-Ebert-Stiftung, Bonn 2003, ISBN 3-89892-220-0; PDF online.
- als Hrsg. mit Thomas Schlich: Medizingeschichte: Aufgaben, Probleme, Perspektiven. Campus-Verlag, Frankfurt am Main / New York 1998, ISBN 3-593-35943-X.